# 安科卡拉山 (查查斯區)
15°06′34″S 72°07′30″W / 15.10944°S 72.12500°W
安科卡拉山（Ancocala），是秘魯的山峰，位於該國南部阿雷基帕大區，由卡斯蒂利亞省的查查斯區負責管轄，屬於安地斯山脈的一部分，海拔高度4,776米。